# Катастрофа Ан-10 под Сыктывкаром
Катастрофа Ан-10 под Сыктывкаром — авиационная катастрофа, произошедшая в пятницу 8 февраля 1963 года в районе Сыктывкара с самолётом Ан-10А авиакомпании Аэрофлот, в результате которой погибли 7 человек.

## Самолёт
Ан-10А с бортовым номером 11193 (заводской — 0402104, серийный — 21-04) был выпущен Воронежским авиазаводом 30 июня 1960 года и передан Главному управлению гражданского воздушного флота, которое к 7 июля направило его 75-й авиаотряд Сыктывкарской отдельной авиагруппы Гражданского воздушного флота. Всего на момент катастрофы авиалайнер имел 2156 часов налёта (по другим данным — 1896 часов) и 1158 посадок.

## Катастрофа
Самолёт выполнял тренировочный полёт, в ходе которого проводилась инспекторская проверка техники пилотирования у лётного состава Сыктывкарского авиаотряда. В 14:47 Ан-10 взлетел по магнитному курсу 187°. Небо в это время покрывали сплошные слоистые облака с высотой нижней кромки 200—300 метров, а верхней — 1500—2000 метров, шёл слабый снег, дул умеренный юго-западный ветер, температура воздуха составляла около -4 °C, а видимость около 4—6 километров. также, по свидетельствам с других самолётов, в облаках наблюдалось умеренное обледенение. Экипаж из 9 человек выполнял полёты по кругу по системе ОСП и СП-50 при следующем чередовании: два захода без посадки и один с посадкой, то есть по три захода на одного проверяемого. После выполнения 6 заходов двое проверяемых, которые выполнили свою программу, были высажены.
На борту теперь находились 7 человек: КВС С. Ф. Бабиков и Б. С. Николаев, старший пилот-инструктор Главного управления Гражданского воздушного флота П. П. Соловьёв, второй пилот И. К. Шугин, штурман Ю. И. Садовский, бортмеханик И. С. Бордачев и бортрадист Е. И. Сержант. 11-й полёт выполнялся с уходом на второй круг, а пилотировал самолёт в этот момент сидящий в левом кресле КВС Бабиков, а на правом кресле сидел инспектор Соловьёв. При пролёте БПРС экипаж доложил об уходе на второй круг, на что диспетчер КДП дал им указание выполнять правый разворот с набором высоты 600 метров. Экипаж подтвердил занятие высоты 600 метров и сообщил о начале первого разворота, а после — о начале второго разворота. Затем неожиданно в 17:37 с самолёта доложили: «Падаем, падаем, падаем… двигатели отказали». После этого связь прекратилась.
Ан-10 заканчивал второй разворот, либо только его закончил, когда отказали три двигателя: № 1, 2 и 3. Экипаж увеличил мощность оставшегося двигателя № 4, но асимметрия тяги привела к вводу авиалайнера в левый крен. Снижаясь по курсу 15—20° и по траектории с наклоном 45—50°, Ан-10 под углом 15—20° и с левым креном 80—90° на небольшой скорости врезался в лес в 10,2 километрах от КТА Сыктывкарского аэропорта по азимуту 113° (восточнее) и к востоку от посёлка Верхняя Максаковка, после чего полностью разрушился и загорелся. Все находящиеся на его борту 7 человек погибли.

## Расследование
Как удалось выяснить технической комиссии, в момент катастрофы работал только четвёртый двигатель, который находился во взлётном режиме, тогда как остальные три находились в режиме авторотации и не работали. Наиболее вероятно, что двигатели отказали вследствие образовавшегося на воздухозаборниках льда, который затем оторвался и попал в компрессоры двигателей. Причиной образования льда могло послужить несовершенство противообледенительной системы Ан-10.

Причиной катастрофы является отказ двигателей с возникновением значительной отрицательной тяги, что вызвало аварийную ситуацию в сложных условиях полёта в облаках ночью на высоте 600 метров.
Вероятные причины отказа двигателей: 
1. Срезка топлива клапанами гидроостанова КТА-5Ф ввиду повышения давления в магистрали слива из блока кранов ЭУГ-93 в результате закупорки трубопровода.
2. Попадание льда в компрессоры двигателя из-за: 
  - Недостаточной эффективности обогрева воздухозаборников
  - Несвоевременного срабатывания сигнализации обледенения и включения обогрева воздухозаборников экипажем. В то же время, по свидетельству двух летчиков, покинувших борт после шестого полета, обогрев воздухозаборников был включён в течение всего полета и не выключался.

Сопутствующие причины: 
1. Отсутствие на самолёте невыбиваемых авиагоризонтов
2. Отсутствие на самолете кнопок флюгирования типа КФЛ-37 и неудобное расположение лампочек сигнализации отказа двигателей
3. Отсутствие тренировки лётного состава в полетах на авторотацию в течение последних двух лет из-за введенных ОКБ ограничений времени авторотации до 1 минуты.

— 